# 艾欧史密斯
A.O.史密斯（英語：A. O. Smith，：AOS）是美国家用及商用热水装置制造商，总部位于威斯康辛州密尔沃基。它是北美地区最大的热水器生产商和经销商，同时也在亚洲市场销售水处理装置和热水器。公司在全球有24个分部，包括5个位于北美的工厂和位于中国南京市以及荷兰费尔德霍芬的工厂。

## 历史
1874年 A.O.史密斯公司在美国威斯康辛州成立。1936年 A.O.史密斯研发出“金圭特护内胆”技术，随后将之应用于热水器领域，并成为美国热水器行业知名的制造商。二战期间，A.O.史密斯一共生产了450万枚航空炸弹

## 中国市场
1996年，南京玉环与艾欧史密斯合资建立中美合资南京艾欧史密斯热水器有限公司，2年零5个月后，合资解体。之後艾欧史密斯投资3000万美元在南京成立独资的艾欧史密斯（中国）热水器有限公司。
2009年，艾欧史密斯收购佳尼特（上海）纯水设备有限公司，正式進入中國淨水器領域。

## 外部連結
- 艾欧史密斯（中国）热水器 （页面存档备份，存于）